# Eric Vanderaerden

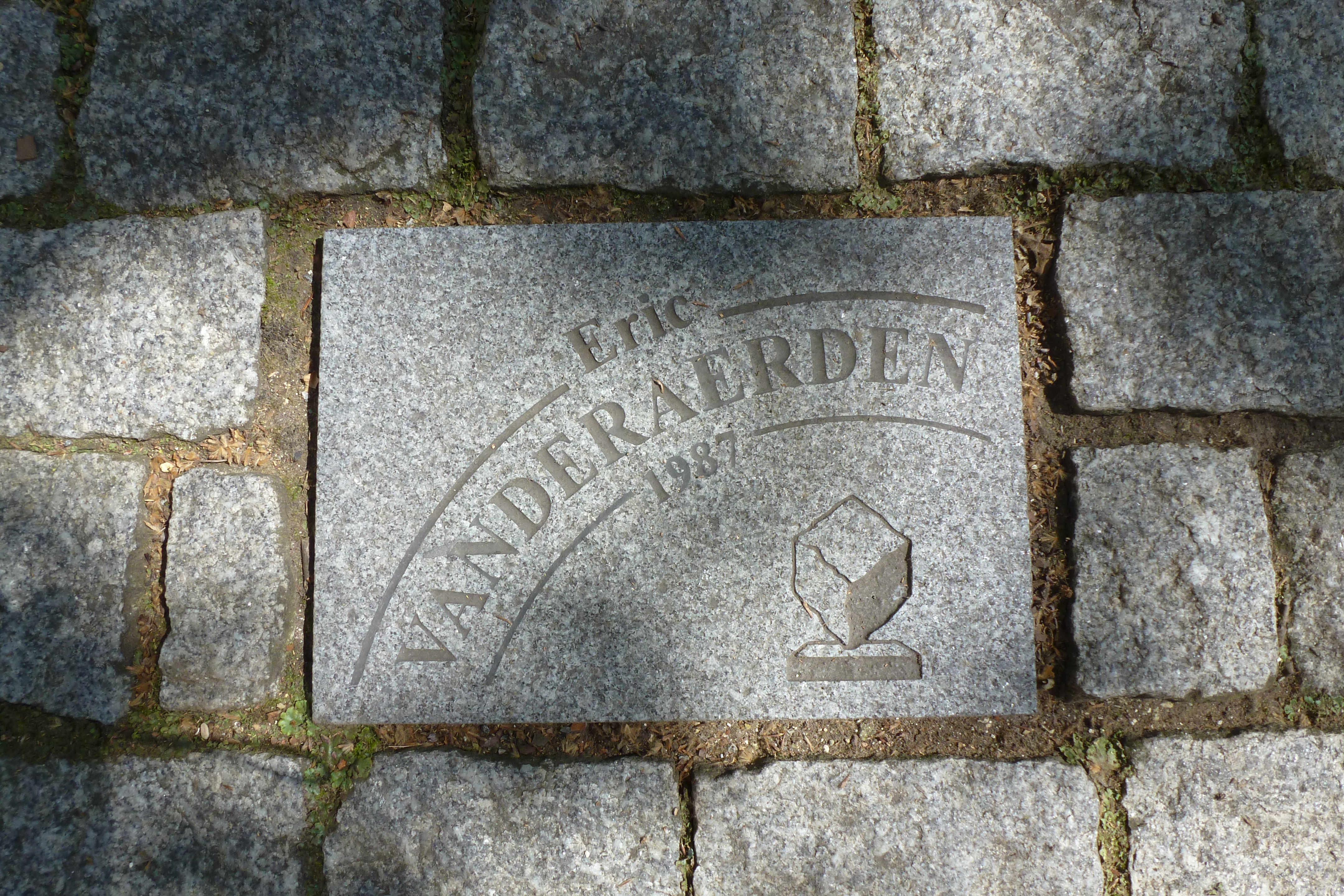
Eric Vanderaerdens gatsten på Espace Charles Crupelandt i Roubaix.

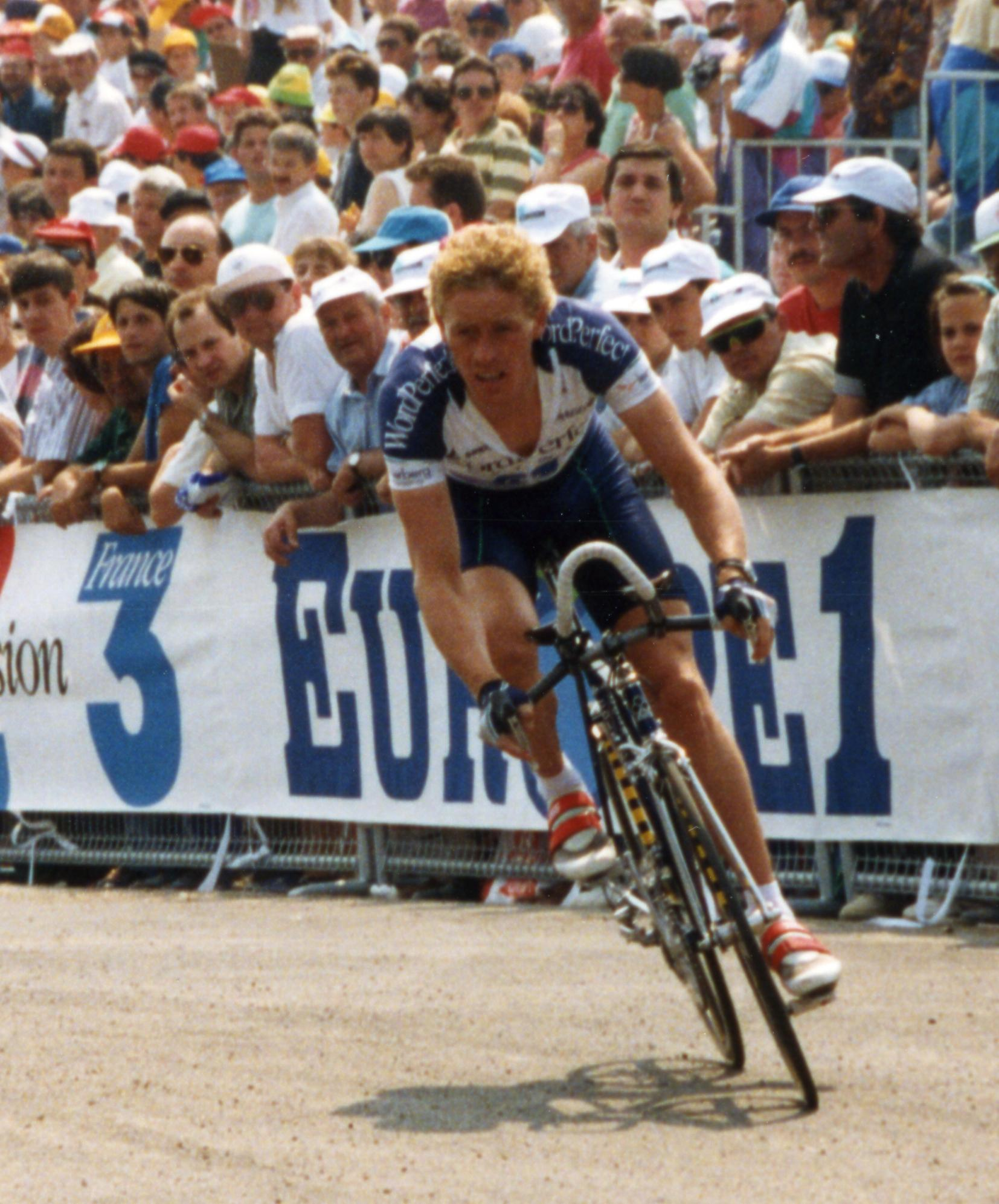
Eric Vanderaerden under Tour de France 1983.

Eric Vanderaerden, född den 11 februari 1962 i Lummen, är en belgisk före detta tävlingscyklist som var professionell från 1983 till 1996. Hans främsta meriter är segrarna i Flandern runt 1985 (i riktigt dåligt väder) och Paris–Roubaix 1987 (som var vått och lerigt). Med segrarna i dessa två lopp plus segrarna i Gent–Wevelgem 1985 och E3 Harelbeke 1986 är han en av de få som vunnit alla fyra "gatstensklassikerna". Därtill vann han Driedaagse van De Panne-Koksijde fem gånger (rekord), fem etapper i Tour de France (och 1986 även poängtävlingen), samt tre etapper i Vuelta a España.

## Meriter

### Landsväg – junior
1980
2:a i linjelopp vid Världsmästerskapen i landsvägscykling

### Landsväg – professionell
| 1983 Vinnare av prologen i Tour de France Vinnare av etapperna 2 och 11 i Vuelta a España Vinnare av prologen och etapp 2 i GP du Midi Libre Vinnare av prologen och etapp 7a i Paris–Nice 2:a i Grand Prix de Wallonie 3:a i Dwars door België 3:a i Grand Prix de Monaco 4:a i Milano–Sanremo 5:a i Kuurne–Bryssel–Kuurne 6:a i Grand Prix Pino Cerami 7:a i Kampioenschap van Vlaanderen 1984 Belgisk mästare i linjelopp Vinnare av etapperna 10 och 23 i Tour de France Vinnare av prologen, etapperna 2 och 7 i Tour de Suisse Vinnare av Paris–Bryssel Vinnare av etapp 2 i Ronde van Nederland 2:a totalt i Driedaagse van De Panne-Koksijde Vinnare av etapperna 1a och 3 2:a i Gent–Wevelgem 2:a i Rund um den Henninger Turm 3:a i Milano–Sanremo 4:a i E3 Prijs Vlaanderen 6:a i Dwars door België 8:a i Super Prestige Pernod 9:a i Omloop Het Volk 9:a totalt i Quatre Jours de Dunkerque Vinnare av etapperna 1 och 3 10:a i Ronde van Vlaanderen 10:a i Nokere Koerse 1985 Vinnare av etapperna 13 (ITT) och 19 i Tour de France Vinnare av Ronde van Vlaanderen Vinnare av Gent–Wevelgem Vinnare av Grand Prix Eddy Merckx (ITT) Vinnare totalt av Ronde van Nederland Vinnare av etapperna 2 och 5a Vinnare av etapp 5 i Tour de Suisse Vinnare av etapperna 1b (ITT) och 3 i Driedaagse van De Panne-Koksijde Vinnare av etapp 6 i Tirreno-Adriatico Vinnare av Ronde van Limburg Vinnare av prologen och etapp 1 i Tour Méditerranéen Vinnare av etapp 1 i Étoile de Bessèges 2:a i Dwars door België 2:a i Critérium des As 4:a i Milano–Sanremo 4:a i Rund um den Henninger Turm 6:a i E3 Prijs Vlaanderen 8:a i Super Prestige Pernod 9:a totalt i Tour of Belgium 1986 Vinnare av poängtävlingen i Tour de France Vinnare totalt av Driedaagse van De Panne-Koksijde Vinnare av etapp 1a Vinnare av Bryssel–Ingooigem Vinnare av Dwars door België Vinnare av E3 Prijs Vlaanderen Vinnare av etapp 1 i Nissan Classic Vinnare av etapp 4a i Ronde van Nederland Vinnare av etapperna 2 och 5b i Tour Méditerranéen 3:a i Scheldeprijs 4:a i Paris–Bryssel 10:a i Ronde van Vlaanderen 1987 Vinnare totalt av Driedaagse van De Panne-Koksijde Vinnare av Paris–Roubaix Vinnare av Grand Prix Eddy Merckx (ITT) Vinnare av etapp 5 i Danmark rundt Vinnare av etapp 4 i Tour Méditerranéen 2:a i Milano–Sanremo 2:a i Critérium des As 3:a i Ronde van Vlaanderen 3:a i Paris–Bryssel 4:a totalt i Quatre Jours de Dunkerque 5:a i Super Prestige Pernod 5:a i Omloop Het Volk 6:a i Paris–Tours 8:a i Gent–Wevelgem | 1988 Vinnare totalt av Driedaagse van De Panne-Koksijde Vinnare av etapperna 1b (ITT) och 2 Vinnare av Ronde van Limburg 3:a totalt i Quatre Jours de Dunkerque Vinnare av etapperna 4 och 5 4:a totalt i Tirreno-Adriatico Vinnare av etapp 5 6:a i Paris–Tours 7:a i Scheldeprijs 7:a i E3 Prijs Vlaanderen 1989 Vinnare totalt av Driedaagse van De Panne-Koksijde Vinnare av etapperna 1a och 1b (ITT) Vinnare totalt av Nissan Classic Vinnare av etapperna 2, 3, 4 och 5a (ITT) Vinnare av GP Impanis-Van Petegem Vinnare av etapp 1 i Tour de Suisse Vuelta a Burgos Vinnare av poängtävlingen Vinnare av etapperna 2 och 6 (ITT) Vinnare av etapp 5 i Vuelta a Andalucia Vinnare av etapp 4 i Settimana Internazionale Coppi e Bartali 2:a i Paris–Tours 3:a i Ronde van Limburg 4:a i Gent–Wevelgem 4:a i Scheldeprijs 5:a i Omloop Het Volk 7:a totalt i Ronde van Nederland Vinnare av etapp 4 1990 Vinnare av etapp 2 och 3 i Étoile de Bessèges Vinnare av etapp 5 i Tirreno–Adriatico Vinnare av etapp 1b i Tour de Luxembourg 2:a i Scheldeprijs 3:a i Binche–Tournai–Binche 6:a totalt i Tour of Belgium 8:a i Omloop Het Volk 9:a totalt i Driedaagse van De Panne-Koksijde Vinnare av etapp 1b (ITT) 10:a totalt i Ronde van Nederland Vinnare av etapp 4 1991 Vinnare av Dwars door België Vinnare av etapp 1 i Nissan Classic Vinnare av etapp 5 i Tour de Luxembourg 2:a i Le Samyn 3:a i Milano–Sanremo 4:a i Gent–Wevelgem 5:a i Amstel Gold Race 6:a totalt i Ronde van Nederland 9:a i linjelopp vid Belgiska mästerskapen 1992 Vinnare av etapp 17 i Vuelta a España Vinnare av etapp 2 i Nissan Classic 2:a i Le Samyn 3:a i Omloop Het Volk 3:a i E3 Prijs Vlaanderen 5:a i Ronde van Limburg 8:a i Paris–Bryssel 1993 Vinnare totalt av Driedaagse van De Panne-Koksijde Vinnare av etapp 3 i Étoile de Bessèges 2:a i Gent–Wevelgem 3:a i Omloop Het Volk 4:a i E3 Prijs Vlaanderen 8:a i Le Samyn 1995 2:a i Memorial Rik Van Steenbergen 4:a i Scheldeprijs 6:a i Paris–Roubaix 1996 3:a i Scheldeprijs |

### Bana
1989/1990
Vinnare av Antwerpens sexdagars med Etienne De Wilde